# Лик (поэтический клуб)
«Лик» — поэтический клуб и творческое содружество, возникшее на рубеже 1970—1980-х годов в Воронеже. 23 июля 1987 года клуб получил официальную регистрацию в горкоме ВЛКСМ и вошёл в состав Городского Молодёжного Центра. Первый публичный вечер клуба, в котором принимали участие поэты Маргарита Мельгунова и Валентин Нервин, состоялся в октябре 1987 года.
Наряду с «Зинзивером» «Лик» стоял в начале 1990-х годов в центре неофициальной поэтической жизни Воронежа.
В разные годы в состав содружества входили М. Болгов, А. Сухоруков, В. Лютый, М. Мельгунова, А. Жидких, В. Нервин, С. Попов, А. Ромахов, А. Попов, А. Синёва, А. Ромахов, К. Кондратьев и другие.
«Лики» ярко вошли в поэтический контекст воронежской культуры, привнеся в неё традиции неофициальности, дух модернизма.
В настоящее время заседания клуба проходят каждую пятницу в Воронежской областной юношеской библиотеке им. В. М. Кубанева

## Мартиролог клуба «Лик»
- Александр Ромахов (1961—2007)
- Анна Жидких (1960—2019)